# Krężelin
Krężelin (Duits: Krummkavel) is een plaats in het Poolse district  Myśliborski, woiwodschap West-Pommeren. De plaats maakt deel uit van de gemeente Dębno en telt 18 inwoners.